# بيتر لودويغ هيرتل
بيتر لودويغ هيرتل (بالألمانية: Peter Ludwig Hertel)‏ هو مصمم رقص وموسيقي وملحن ألماني، ولد في 21 أبريل 1817 في برلين في ألمانيا، وتوفي بنفس المكان في 13 يونيو 1899.

## وصلات خارجية
- بيتر لودويغ هيرتل على موقع ميوزك برينز (الإنجليزية)
- بيتر لودويغ هيرتل على موقع أول ميوزيك (الإنجليزية)
- بيتر لودويغ هيرتل على موقع ديسكوغز (الإنجليزية)